# Lingayén
Lingayén es la cabecera de la provincia filipina de Pangasinán. en el norte del país asiático de Filipinas. Según el censo de 2000, tiene 88.891 habitantes en 16.467 casas.
Aquí se sitúa la popular Playa de Lingayén.

## Barangayes
Lingayén se divide políticamente en 32 barangayes.
| - Aliwekwek - Baay - Balangobong - Balococ - Bantayan - Basing - Capandanan - Domalandan Central - Domalandan Oriental - Domalandan Occidental - Dorongan | - Dulag - Estanza - Lasip - Libsong Oriental - Libsong Occidental - Malawa - Malimpuec - Maniboc - Matalava - Naguelguel - Namolan | - Pangapisan del Norte - Pangapisan del Sur - Población - Quibaol - Rosario - Sabangan - Talogtog - Tonton - Tumbar - Wawa |

## Historia
Según consta en el Boletin Eclesiastico de Filipinas publicado por los padres Dominicos Lingayén fue fundada el año de 1614. Anteriormente, en 1587, fundaron la Concatedral de la Epifanía del Señor. 